# Anaea lankesteri
Anaea lankesteri är en fjärilsart som beskrevs av Hall 1935. Anaea lankesteri ingår i släktet Anaea och familjen praktfjärilar. Inga underarter finns listade i Catalogue of Life.